# لهجة متعددة الأعراق
لهجة مُتعددة الأعراق (بالإنجليزية: Multiethnolect)‏ هو تنوع لغوي، تتشكل عادةً في مجتمعات الشباب في الطبقة العاملة، وأحياء المهاجرين في المناطق الحضرية، والتي تحتوي على تأثيرات من مجموعة متنوعة من اللغات المختلفة. على عكس اللهجة العرقية، التي تربط مجموعة متنوعة من اللغات بمجموعة عرقية معينة، غالبًا ما يأتي متحدثو اللغات المتعددة العرقية من خلفيات عرقية متنوعة، ويمكن أن يُعزى استخدامهم للغة بشكل وثيق إلى الحي الذي يعيشون فيه أكثر من جنسيتهم أو جنسية والديهم . تمت صياغة مصطلح (Multiethnolect) لأول مرة بواسطة ميخائيل كلين (2000) وبيا كويست [الإنجليزية] (2000). لقد ركزت الأبحاث حول التعددية العرقية حتى الآن في المقام الأول على المناطق الحضرية في شمال غرب أوروبا، مثل الدول الاسكندنافية وهولندا وبلجيكا وألمانيا وبريطانيا العظمى، لكن الظاهرة أكثر عالمية من ذلك بكثير. يصف الباحثان جاكومين نورتييه ومارغريت دورلاين هذه الظاهرة بأنها "ظاهرة في كل العصور، وكانت تنتظر فقط من اللغويين أن يطلقوا عليها اسمًا". في الأبحاث الحديثة، غالبًا ما يتم استكشاف اللغات المتعددة العرقية كشكل من أشكال لغة الاتصال، أي لغة تُستخدم للتواصل بين متحدثين لا يشتركان في لغة أم.
يبدو أن اللهجات المتعددة العرقية أقل تجانسًا من اللهجات أو اللهجات الاجتماعية ويُفترض أنها مرتبطة بالسياق وعابرة، إلى حد اعتبار أنها "لغات شبابية". صاغت "ستين آشايم" (Stine Aasheim) سنة 1995 مصطلح (Kiezdeutsch) لأول مرة، في إشارة إلى اللغة النرويجية المتعددة الأعراق التي يتحدث بها بشكل أساسي الشباب المهاجرون في أحياء شرق أوسلو. استخدمت "هايك فيزي" (heike wiese) سنة 2006 المصطلح الألماني (Kiezdeutsch)، والذي يعني "الألمانية المجاورة"، للإشارة إلى لغة الشباب المتعددة الأعراق في ألمانيا. اعتبرت "جيني شيشاير" (Jenny Cheshire) وآخرون سنة 2011 أن مصطلح (Jafaican) -الذي يشير إلى لغة الشباب في الأجزاء المتعددة الأعراق في لندن، وهو الاسم الذي يرتبط ارتباطًا وثيقًا بالهيب هوب- على أنه لغة متعددة الأعراق. استخدمت "أولا بريت كوتسيناس" (Ulla-Britt Kotsinas) سنة 1988 مصطلح (rinkebysvenska) للإشارة إلى الخصائص السويدية للتعددات العرقية التي يتم التحدث بها في مناطق ستوكهولم.

تعتبر اللهجات المتعددة العرقية نوعًا من "العامية" اللابوفية (نسبة إلى ويليام لابوف).
من المفترض أن أسباب ظهور المجموعات العرقية الأوروبية المتعددة في هذه المرحلة من التاريخ مرتبطة بأنواع محددة من تكوين المجتمع في المناطق الحضرية التي شهدت هجرة واسعة النطاق من البلدان النامية. وقد استقر الناس من خلفيات لغوية مختلفة في الأحياء المحرومة بالفعل، وأدى الحرمان الاقتصادي إلى الحفاظ على روابط الأقارب والجوار الوثيقة. يكتب مانويل كاستليس (2000) عن المدن الكبرى المزدهرة التي تحتوي على مجتمعات مثل هذه: "إن هذه السمة المميزة المتمثلة في كونها متصلة عالميًا ومنفصلة محليًا، جسديًا واجتماعيًا، هي التي تجعل المدن الكبرى شكلاً حضريًا جديدًا".
يذكر كل من "جيني شيشاير" و"جاكومين نورتييه" (Jacomine Nortier) و"ديفيد أدجر" (David Adger) أن "السمة المميزة هي أن [اللهجات المتعددة العرقيات] يستخدمها الشباب (أحاديو اللغة عادةً) من خلفيات غير مهاجرة وكذلك من قبل أقرانهم ثنائيي اللغة".

## أمثلة على متعددات العرقيات

### Citétaal
في بلجيكا، يُطلق على اللهجة متعددة الأعراق التي ظهرت بين السكان المهاجرين الشباب اسم (Citétaal)، أو "لغة المدينة". لقد ازدهرت وتم توثيقها بشكل أكبر في مناطق التعدين في بلجيكا التي كانت معزولة سابقًا، وتتضمن تأثيرات من السكان المهاجرين الأكبر سنًا، مثل الإيطاليين، والسكان الأحدث، مثل المغاربة. اللغة الأم في مناطق شرق بلجيكا حيث يتم التحدث بـ(Citétaal) هي اللغة الفلمنكية، وباعتبارها لغة جرمانية، تشترك هذه اللهجة المتعددة الأعراق في أنماط مشتركة مع لهجات عرقية أخرى في اللغات الجرمانية الأخرى. على سبيل المثال، كما هو الحال مع اللغات الإسكندنافية والهولندية المتعددة الأعراق، من المرجح أن يفرط المتحدثون بالمدينة في استخدام الجنس المشترك، بدلاً من الجنس المحايد. وهذا هو أحد الأمثلة العديدة للتعميم المورفولوجي المفرط الذي يميز هذه العرقيات المتعددة، إلى جانب الآخرين المشابهين لها. المتحدثون بـ(Citétaal) هم في المقام الأول متحدثون فلمنكيون شباب من أصول مهاجرة، وبالنسبة لهم "لا يتم استخدام (Citétaal) ليكونوا أقوياء ورائعين ولكن فقط من أجل المتعة ولخلق شعور بالعمل الجماعي." مرة أخرى، يوضح هذا دور المجتمعات والمجموعات الاجتماعية بدلاً من العائلات الفردية في خلق اللهجة متعددة الأعراق.

### ألمانية متعددة الأعراق
في ألمانيا، تم توثيق العديد من اللهجات المتعددة الأعراق الناشئة مؤخرًا، ولكل منها اختلاف طفيف في التركيبة السكانية الرئيسية للمتحدثين، ومع اختلاف طفيف في التأثيرات اللغوية الأساسية المشاركة في كل عرقية. ومع ذلك، في كل من هذه اللغات المتعددة الأعراق، لعبت اللغة التركية الدور الأكثر أهمية في تشكيل البديل اللغوي. أحد الأسماء لهذه اللهجة المتعددة الأعراق الذي يعتمد بشكل أساسي على التأثيرات التركية هو (Türkendeutsch)، على الرغم من أن هذا المصطلح أقل شعبية بكثير من مصطلح (Kanaksprak) المثير للجدل إلى حد ما. إن مصطلح (Kanaksprak) هو في حد ذاته يستعيد إهانة مهينة، (kanak)، والتي استخدمها الألمان تجاه المهاجرين، وخاصة أولئك من أصل تركي. مصطلح آخر يستخدمه الباحثون هو (Kiezdeutsch)، ويعني الحي الألماني. إحدى الظواهر الفريدة التي لاحظها الباحثون فيما يتعلق باللهجة متعددة الأعراق الألمانية هي أن المتحدثين الشباب الذكور يستخدمونها أكثر بكثير من نظرائهم من الإناث. في محاولات الشابات للاحتفال بخلفياتهن العرقية واللغوية في مواجهة الأعراف الثقافية المتحيزة جنسيًا، تكشف العناصر الاجتماعية لتشكيل هذه اللهجة متعدد الأعراق مرة أخرى عن أهميتها.

### Kebabnorsk
كبابنورسك (من الكباب، طبق شرق أوسطي شهير) هو أحد أشهر الأمثلة على اللهجات المتعددة الأعراق، والتي يتم التحدث بها في المناطق الحضرية في أوسلو والتي تضم عددًا كبيرًا من السكان المهاجرين. اللغات الأكثر تأثيرًا في كبابنورسك هي الكردية والتركية والعربية والفارسية والبشتوية والبنجابية والأردية والتاميلية والبولندية والإسبانية التشيلية، بالإضافة إلى العديد من اللغات الأخرى. بدأت اللهجة في التطور في السبعينيات عندما بدأ المهاجرون من تركيا والمغرب وباكستان بالانتقال إلى أوسلو، تلاهم في الثمانينيات لاجئون من دول مثل إيران وتشيلي وسريلانكا ويوغوسلافيا. يمكن اعتبار الكبابنورسك أيضًا لهجة اجتماعية، ويتم التحدث بها أكثر من أي وقت مضى الآن في أوسلو.